# Alex Garland
Alexander Medawar Garland (ur. 26 maja 1970 w Londynie) – brytyjski pisarz, scenarzysta, reżyser i producent.

## Powieści
- The Beach, 1996, Niebiańska plaża – o trampach w Tajlandii, podstawa filmu z Leonardem DiCaprio
- The Tesseract, 1999, Krzyżościan – o przestępcach z Manili
- The Coma, 2004

## Filmografia
- 2002: 28 dni później - scenarzysta
- 2007: 28 tygodni później - scenarzysta (nieuwzg. w napisach), producent wykonawczy
- 2007: W stronę słońca - scenarzysta
- 2010: Nie opuszczaj mnie - scenarzysta, producent wykonawczy
- 2012: Dredd - reżyser (nieuwzg. w napisach), scenarzysta, producent wykonawczy)
- 2015: Ex Machina - reżyser, scenarzysta
- 2018: Anihilacja - reżyser, scenarzysta
- 2022: Men - reżyser, scenarzysta
- 2024: Civil War - reżyser, scenarzysta
- 2025: Wojna - reżyser, scenarzysta
- 2025: 28 lat później - scenarzysta, producent

## Gry komputerowe
- 2010: Enslaved: Odyssey to the West (scenarzysta)
- 2013: DmC: Devil May Cry (scenarzysta)